# Rak bishvilo
Rak bishvilo (hebreiska: רק בשבילו) är en låt framförd av den israeliska sångerskan Moran Mazor. Musiken är komponerad av Chen Harari och texten är författad av Gal Sarig.

## Eurovision
Den 7 mars 2013 blev det klart att låten kommer att vara Israels bidrag i Eurovision Song Contest 2013.